# Cees Rentmeester
Cees Rentmeester (Ovezande, 27 januari 1947) is een voormalig Nederlands wielrenner.

## Belangrijkste overwinningen
1970
- Proloog Parijs-Nice (ploegentijdrit)

## Resultaten in voornaamste wedstrijden
| Jaar | Ronde van Italië | Ronde van Frankrijk | Ronde van Spanje |
| ---- | ---------------- | ------------------- | ---------------- |
| 1970 |                  | 92e                 |                  |
| 1971 |                  | buiten tijd         | 59e              |

| Jaar | Milaan-San Remo | Gent-Wevelgem | Amstel Gold Race | Luik-Bast.‑Luik | Omloop Het Volk |
| ---- | --------------- | ------------- | ---------------- | --------------- | --------------- |
| 1970 | 151e            |               | 38e              | 23e             |                 |
| 1971 |                 | 22e           | 11e              |                 | 10e             |